# Pristurus ornithocephalus
Pristurus ornithocephalus — вид геконоподібних ящірок родини Sphaerodactylidae. Ендемік Ємену.

## Поширення і екологія
Pristurus ornithocephalus мешкають на заході, південному заході і півдні Ємена. Вони живуть в гравійних пустелях. Ведуть денний, наземний спосіб життя. Живляться мурахами.